# Akcja w Celestynowie
Akcja w Celestynowie (19–20 maja 1943) – akcja uwolnienia więźniów przewożonych transportem kolejowym z Warszawy do Auschwitz-Birkenau na stacji kolejowej w Celestynowie.

## Historia
Przeprowadzenie akcji powierzono oddziałowi dyspozycyjnemu Kedywu Komendy Głównej Armii Krajowej „Motor 30”. Na dowódcę wyznaczono kpt. Mieczysława Kurkowskiego „Mietka”, a na jego zastępcę podchorążego Tadeusza Zawadzkiego ps. „Zośka”. Obserwatorem z ramienia dowództwa był kapitan Adam Borys „Pług”.
Akcję przeprowadzono w nocy z 19 na 20 maja 1943 roku. Opanowano stację kolejową, odcięto łączność telefoniczną, a gdy pociąg wjechał na peron, inny patrol sterroryzował obsługę parowozu. Główna grupa harcerzy z Grup Szturmowych zaatakowała gestapowców ochraniających dołączoną do pociągu więźniarkę. Efektem tych działań było uwolnienie 49 więźniów, których bezpiecznie ewakuowano. Zginęło czterech pilnujących ich gestapowców.
Pod koniec akcji padły nieoczekiwanie strzały od strony pociągu, które śmiertelnie raniły dwóch jej uczestników: por. Stanisława Kotorowicza „Krona” i por. Włodzimierza Stysło „Jana II”. Były to jedyne straty po stronie polskiej, nie licząc lekko rannego Wacława Dunin-Karwickiego ps. „Luty”, który zmarł w dniu 21 listopada 1944 r. w wyniku ran odniesionych w czasie powstania warszawskiego.
Akcja zakończyła się sukcesem i potwierdziła zdolności dowódcze „Zośki”.